# Ленино (Фёдоровский район)
Ленино (каз. Ленин) — село в Фёдоровском районе Костанайской области Казахстана. Административный центр Ленинского сельского округа. Код КАТО — 396853100.

## Население
В 1999 году население села составляло 864 человека (403 мужчины и 461 женщина). По данным переписи 2009 года, в селе проживал 751 человек (362 мужчины и 389 женщин). По данным переписи 2021 года, в селе проживало 790 человек (383 мужчины и 407 женщин).